# Портрет Ивана Тимофеевича Козлянинова
«Портрет Ивана Тимофеевича Козлянинова» — картина Джорджа Доу и его мастерской, из Военной галереи Зимнего дворца.
Картина представляет собой погрудный портрет генерал-майора Ивана Тимофеевича Козлянинова из состава Военной галереи Зимнего дворца.
К началу Отечественной войны 1812 года полковник Козлянинов командовал батальоном в лейб-гвардии Измайловском полку, в Бородинском сражении принял под командование весь полк, но был ранен и оставил армию. По излечении принял участие в Заграничных походах 1813 и 1814 годов, отличился в сражении под Бауценом, а за Кульмский бой был произведён в генерал-майоры.
Изображён в генеральском мундире, введённом для пехотных генералов 7 мая 1817 года, на плечи наброшена шинель. На шее крест ордена Св. Владимира 3-й степени; по борту мундира кресты ордена Св. Анны 2-й степени с алмазами и прусского ордена Красного орла 2-й степени; справа на груди крест ордена Св. Георгия 4-го класса, серебряная медаль «В память Отечественной войны 1812 года» на Андреевской ленте и бронзовая дворянская медаль «В память Отечественной войны 1812 года» на Владимирской ленте, чуть ниже их Кульмский крест. С тыльной стороны картины надпись: Koslianinoff. Подпись на раме: И. Т. Козляниновъ, Генералъ Маiоръ.
7 августа 1820 года Комитетом Главного штаба по аттестации Козлянинов был включён в список «генералов, заслуживающих быть написанными в галерею» и 17 октября 1822 года император Александр I приказал написать его портрет. С начала февраля 1823 года Козлянинов находился в отставке и постоянно проживал в Гжатске; известно, что в конце января 1827 года он приезжал в Санкт-Петербург и вероятно тогда и встретился с художником для позирования. Гонорар Доу был выплачен 21 июня 1827 года. Готовый портрет поступил в Эрмитаж 8 июля 1827 года.